# Colun (mamifer)
Colunul (sau Măgarul sălbatic mongol; Equus hemionus hemionus) este o subspecie de onagru. Se găsește în Mongolia și nordul Chinei, și anterior în Kazahstan înainte de a fi extirpat acolo prin vânătoare. Unii oameni de știință propun un sinonim, o posibilă subspecie distinctă, Colunul de Gobi (Equus hemionus luteus, de asemenea, numit și chigetai sau dziggetai).
Arealul de distribuție a Colunului s-a redus dramatic în anii 1990. Un studiu din 1994-1997 estimează mărimea populației de la 33.000 la 63.000 capete pe o zonă de distribuție cuprinzând întregul sud al Mongoliei. În 2003, un nou studiu a constatat aproximativ 20.000 de capete pe o suprafață de 177,563 kilometri pătrați în sudul Mongolia. Estimările populației mongole ar trebui să fie tratate cu prudență din cauza lipsei de protocoale de anchetă dovedite. În ciuda acestui fapt, subspecia a pierdut circa 50% din fosta gamă de distribuție în Mongolia în ultimii 70 de ani.
Populația este în scădere din cauza braconajului și concurenței cu șeptelul domestic. Starea de conservare a speciei este evaluată ca pe cale de dispariție. La nivelul anului 2008 mai trăiau circa 4.500 de coluni în rezervațiile din Mongolia și nordul Chinei.

## În România și Republica Moldova
În cimitirul culturii Hamangia de la Cernavodă s-au descoperit resturile a șase coluni. La Techirghiol au fost deshumate 22 de resturi fosile. Zootoponima românească înregistrează colunul încă din Evul Mediu. La 29 ianuarie 1322 este menționat satul Colun din Țara Făgărașului, în actualul județ Sibiu. În Moldova, este fondat pe 27 mai 1443, lângă Studineț (județul Vaslui), satul „Unde a fost Colunu”. Alte sate cu aceeași denumire se află în județele Vaslui, Bacău, Botoșani, Soroca (în Republica Moldova). În Valahia, măgarul sălbatic era cunoscut și vânat în județele de astăzi Dâmbovița, Buzău, Olt și Ilfov. 
Dispariția timpurie a măgarului sălbatic mongol sau a colunului din faună țării, se datorează perfecționării armelor, a arbaletei în primul rând, urmată de apartitia pe scară mare a armelor de foc. Nu se cunoaște cu siguranță când a dispărut colunul de pe teritorile românești. Faptul că Dimitrie Cantemir îl cunoaște, dar nu îl include printre animalele din Descriptio Moldaviae, este un argument în plus că această specie de măgar sălbatic a dispărut la sfârșitul secolului al XVII-lea. Tradiția populară a depistat în câteva sate teleormănene obiceiul străvechi de a folosi balegă de colun în afumări și descântece.

## Vezi și
- Lista animalelor dispărute din România
- Lista animalelor dispărute din Republica Moldova